# China (cerámica)

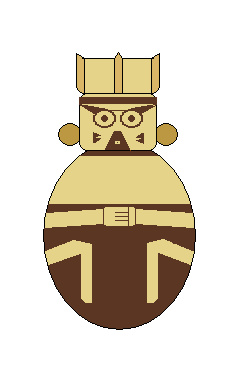
Representación de una china, se aprecian los ojos, de los cuales salen manchas oscuras.

Una China es un huaco (también llamado ''barrigón''), generalmente de forma globular, originario de Perú, más específicamente, en la zona del valle del río Chancay (Huaral), como también en la provincia de Lima. Estos huacos, cuyo tamaño puede variar entre 20 y 60 cm de altura, son llamados "chinas" debido a que en la parte de arriba tienen una parte cilíndrica con una cara pintada, de cuyos ojos sale una mancha de color oscuro, que se asemeja a los ojos de las personas de raza asiática.
- Datos: Q5766530